# Hrib pri Fari
Hrib pri Fari este o localitate din comuna Kostel, Slovenia, cu o populație de 8 locuitori.